# Spilogona taheensis
Spilogona taheensis este o specie de muște din genul Spilogona, familia Muscidae, descrisă de Ma și Xiaolong Cui în anul 1992.
Este endemică în Heilongjiang. Conform Catalogue of Life specia Spilogona taheensis nu are subspecii cunoscute.